# 然別駅
然別駅（しかりべつえき）は、北海道余市郡仁木町然別にある北海道旅客鉄道（JR北海道）函館本線の駅である。駅番号はS20。電報略号はシカ。事務管理コードは▲130110。

## 歴史

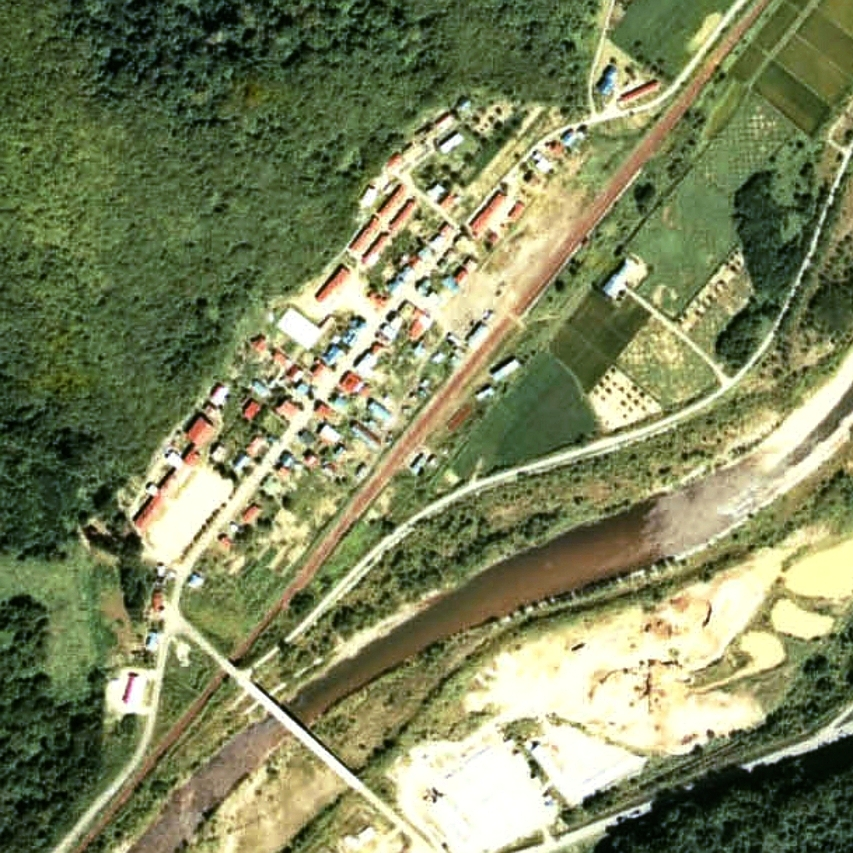
1976年の然別駅と周囲約750m範囲。左下が倶知安方面。

- 1902年（明治35年）12月10日：北海道鉄道 当駅 - 蘭島駅間の開通に伴い、同線の駅として開業。一般駅。[2]
- 1903年（明治36年）6月28日：北海道鉄道 山道駅 - 当駅間が開通。
- 1904年（明治37年）7月18日：北海道鉄道 小沢駅 - 山道駅間が開通。山道駅は廃止。
- 1907年（明治40年）7月1日：北海道鉄道の国有化に伴い、国有鉄道に移管[2]。
- 1909年（明治42年）10月12日：国有鉄道線路名称制定に伴い、函館本線の駅となる。
- 1949年（昭和24年）6月1日：日本国有鉄道法施行に伴い、日本国有鉄道（国鉄）に継承。
- 1972年（昭和47年）3月15日：貨物扱い廃止[2]。
- 1982年（昭和57年）3月1日：荷物扱い廃止[2][4]。同時に無人化[5][6]。
- 1987年（昭和62年）4月1日：国鉄分割民営化に伴い、北海道旅客鉄道（JR北海道）の駅となる[2]。
- 1988年（昭和63年）：駅舎改築[7]。
- 2007年（平成19年）10月1日：駅ナンバリングを実施[8]。

### 駅名の由来
アイヌ語の「シ・カリ・ペツ」（自分を回す川）より。同様の川の名は、十勝総合振興局管内にも存在する。

## 駅構造
相対式ホーム2面2線を有する地上駅。ホームは互い違いに設置されている。余市駅管理の無人駅で、小さな駅舎を備えている。小樽駅と当駅を結ぶ区間列車が設定されている。

### のりば
| 番線 | 路線      | 方向 | 行先               |
| ---- | --------- | ---- | ------------------ |
| 1    | ■函館本線 | 下り | 小樽・札幌方面     |
| 2    | ■函館本線 | 上り | 倶知安・長万部方面 |
| 2    | ■函館本線 | 下り | 小樽・札幌方面     |

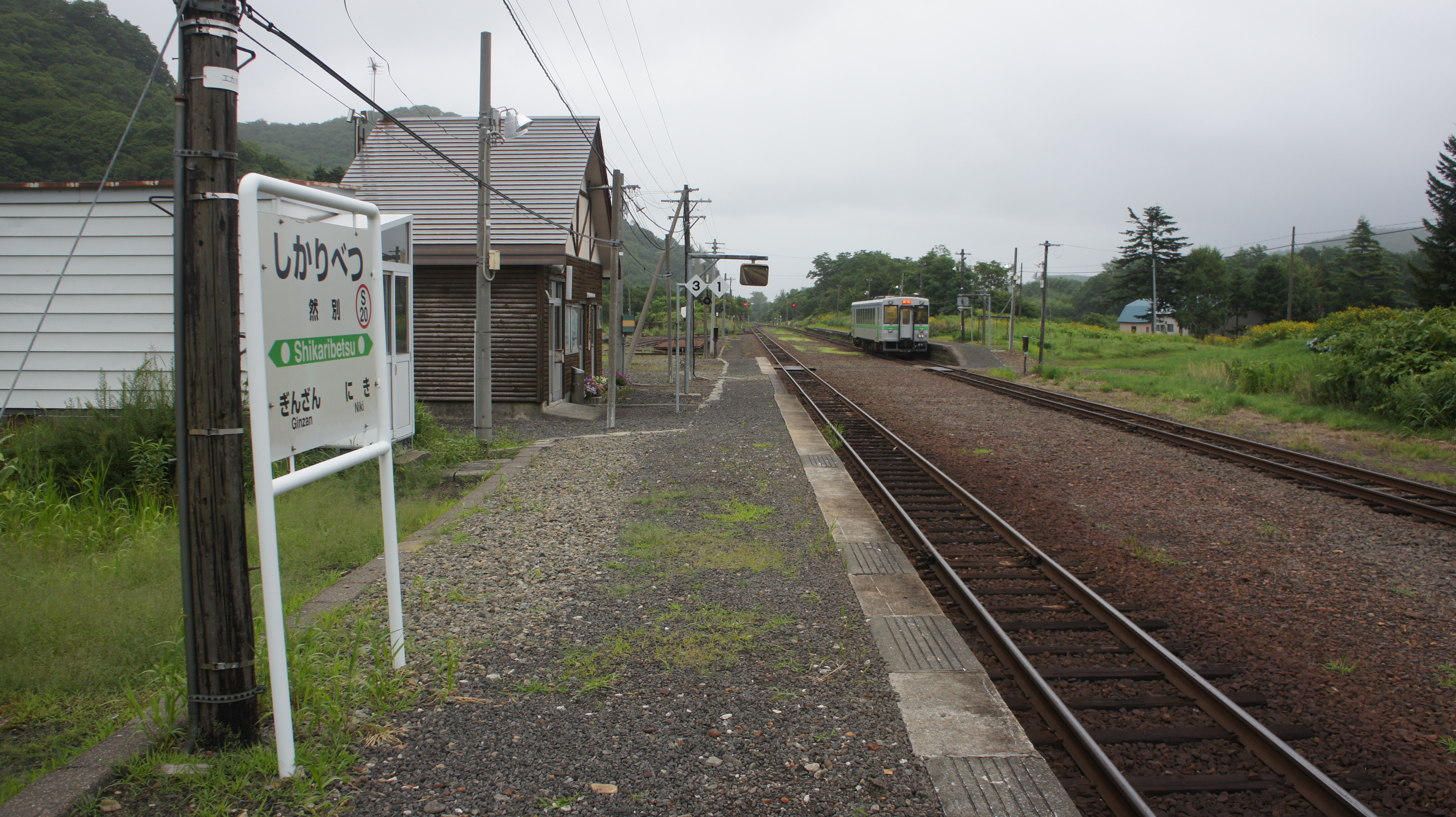
ホーム（2017年8月）
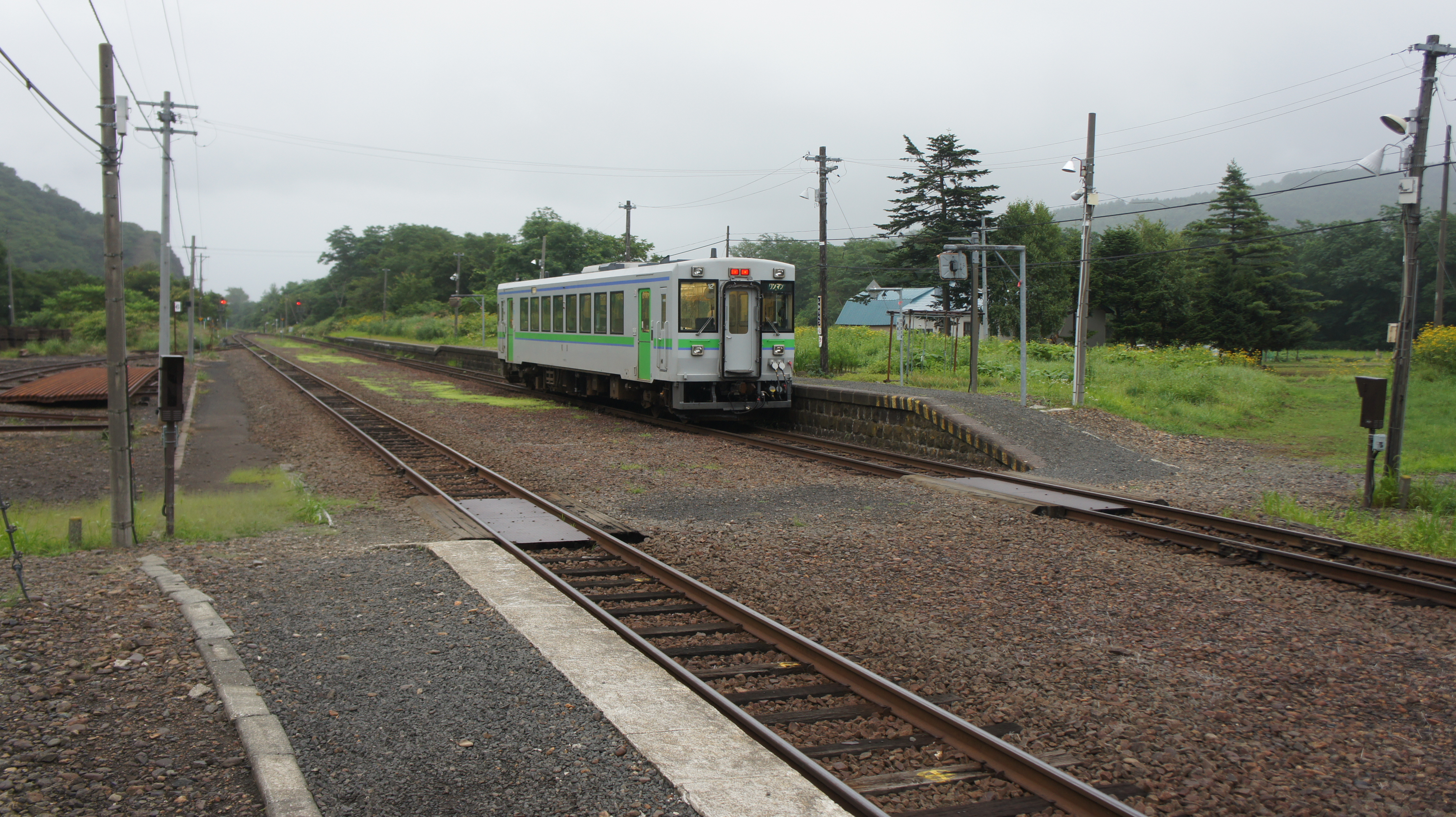
構内踏切（2017年8月）

## 利用状況
乗車人員の推移は以下の通り。年間の値のみ判明している年度は日数割で算出した参考値を括弧書きで示す。出典が「乗降人員」となっているものについては1/2とした値を括弧書きで乗車人員の欄に示し、備考欄で元の値を示す。
また、「JR調査」については、当該の年度を最終年とする過去5年間の各調査日における平均である。
| 年度               | 乗車人員（人） | 乗車人員（人） | 乗車人員（人） | 出典   | 備考 |
| 年度               | 年間           | 1日平均        | JR調査         | 出典   | 備考 |
| ------------------ | -------------- | -------------- | -------------- | ------ | ---- |
| 1978年（昭和53年） |                | 114.0          |                | [ 9 ]  |      |
| 2017年（平成29年） |                |                | 18.2           | [ 10 ] |      |
| 2018年（平成30年） |                |                | 14.8           | [ 11 ] |      |
| 2020年（令和02年） |                |                | 「10名以下」   | [ 12 ] |      |

## 駅周辺
- 北海道道755号然別余市線
- 余市川
- 国道5号
- 仁木町民スキー場
- 北海道中央バス（高速いわない号・高速ニセコ号）、ニセコバス、仁木町予約制バス（旧・北海道中央バス銀山線）「然別」停留所[13][14]

## 隣の駅
北海道旅客鉄道（JR北海道）
■函館本線

銀山駅 (S21) - *山道駅 - 然別駅 (S20) - 仁木駅 (S19)
*打消線は廃駅